# Iuliu Maniu
Iuliu Maniu (Bădăcin, Transilvânia, 8 de janeiro de 1873 — Sighetu Marmaţiei, 5 de fevereiro de 1953), foi um político romeno nascido na Áustria-Hungria. Foi líder do Partido Nacionalda Transilvânia e do Banatantes e depoisda Primeira Guerra Mundial, desempenhando um papel importante na União da Transilvânia com a Romênia. Maniu serviu como primeiro-ministro da Romênia durante três mandatos durante 1928–1933 e, com Ion Mihalache, foi cofundador do Partido Nacional dos Camponeses.

## Vida
Oriundo de uma família de juristas e advogados, ingressou na vida política em 1891 e em 1896 foi eleito para o presidium do partido nacional romeno na Áustria-Hungria. Ele foi eleito para o Parlamento pelo Partido Nacional Romeno em 1906 e tornou-se o porta-voz das demandas nacionais romenas. Durante a Primeira Guerra Mundial lutou no exército austro-húngaro, mas no final do conflito foi a alma da revolta dos soldados romenos, que abandonaram em massa os regimentos húngaros em que estavam alistados.
Em 1 de dezembro de 1918, proclamou a unificação da Transilvânia com a Romênia. Mais tarde, tornou-se chefe do partido nacional-camponês e por duas vezes, de 1928 a 1930 e de 1932 a 1933, tornou-se primeiro-ministro. No início da Segunda Guerra Mundial contribuiu para a queda do rei Carlos II e a ascensão ao poder do marechal Ion Antonescu (6 de setembro de 1940).

No entanto, ele era contra a política de submissão à Alemanha nazista. Ele favoreceu a deposição de Antonescu pelo rei Miguel em 23 de agosto de 1944 e o subsequente armistício com a União Soviética. Em 1945 não quis ingressar no Governo porque era contra a repressão em curso. Em 1947, o Partido Nacional Camponês foi dissolvido e Maniu, com os outros líderes do seu partido, foi preso e julgado por alta traição sob a acusação de ter mantido contatos com embaixadas ocidentais em Bucareste. Ele foi condenado a trabalhos forçados em 11 de novembro de 1947. A pena foi alterada para prisão perpétua. Preso pelas autoridades comunistas ascendentes em 1947 como resultado do caso Tămădău, foi condenado por traição num julgamento-espetáculo e enviado para a prisão de Sighet, onde morreu seis anos depois.